# 保村真
保村 真（やすむら まこと、1975年3月28日 - ）は、日本の男性声優、ナレーター。東京都出身。フリー。

## 略歴
青二塾東京校16期生卒業。（株）Doa The・声優塾3期卒業。
2002年から2013年まで活動していた声優ユニット「謎の新ユニットSTA☆MEN」のメンバー。
以前はシグマ・セブンに所属しており、2022年7月1日に退所後はフリーで活動を行っている。

## 人物
資格は普通自動車免許、原付免許。

## 出演
太字はメインキャラクター。

### テレビアニメ
2000年
- 闇の末裔（青年、男子生徒、男性徒A）

2001年
- 犬夜叉（2001年 - 2009年、村人、金禍） - 2シリーズ
- ギャラクシーエンジェル（2001年 - 2004年、ガスト、ガスト国王、シャムネコ、エクセル・シオーレ、ジェイ・ブラウン 他） - 4シリーズ
- ナジカ電撃作戦

2002年
- アクエリアンエイジ Sign for Evolution（パーソナリティ、ディレクター、カメラマン）
- あずまんが大王（男子生徒、生徒）
- 奇鋼仙女ロウラン（宗李英、部員、アナウンサー、男性部員、ASY隊員A 他）
- 攻殻機動隊 STAND ALONE COMPLEX（男）
- SAMURAI DEEPER KYO（迷企羅）
- G-onらいだーす（外国人）
- HAPPY★LESSON THE TV（2002年 - 2003年、スターター、男子生徒、ラジオDJの男性、司会、黒服 他） - 2シリーズ
- ぱにょぱにょデ・ジ・キャラット（ノラ、アナウンサー、いたずらオバケB、レストランの店員）
- ヒートガイジェイ（船乗りA、マフィアB、ヤクザA）
- ぴたテン（福引きの店員、客B、おまわりさん、大学生、男、おじさん、じいさんB）
- 陸上防衛隊まおちゃん（記者B）

2003年
- Weiß kreuz Glühen
- WOLF'S RAIN（狼1、奪還隊B）
- E'S OTHERWISE（レジン、ゲリラ、秘書 他）
- ギルガメッシュ（セクス、科学者）
- 獣兵衛忍風帖 龍宝玉篇（村人）
- 真月譚 月姫（男子生徒、同級生B、教師）
- スクラップド・プリンセス（刺客、山賊A、スカーレット兵、王国軍兵）
- D・N・ANGEL（記者B）
- マーメイドメロディー ぴちぴちピッチ（男A）
- 魔探偵ロキ RAGNAROK（犯人A）
- 魔法遣いに大切なこと（研修生B）
- らいむいろ戦奇譚（秘密警察C、ワラ人形）
- ロックマンエグゼ シリーズ（2003年 - 2006年、フラッシュマン、精肉屋、ゲートボールマン、ジャッジナビ、コピーロイド、助手 他） - 4シリーズ

2004年
- 頭文字D Fourth Stage（男C）
- うた∽かた（男性A）
- SDガンダムフォース（金鶴）
- お伽草子（土蜘蛛、旅芸人 他）
- KURAU Phantom Memory（キムラ、隊員1、マスター）
- げんしけん（MC）
- ごくせん（園村、原口、戸田、チンピラ、警察官 他）
- SAMURAI 7（かむろ衆C）
- スクールランブル（2004年 - 2006年、菅柳平、谷速人、電卓） - 2シリーズ
- 砂ぼうず（蛙一家、傭兵、鮫氷）
- ゾイドフューザーズ（ディド）
- DAN DOH!!（大河内プロ、芹田、デニス）
- デュエル・マスターズ チャージ（ハチロー、相手A）
- 天上天下（生徒1）
- トランスフォーマー スーパーリンク（レッドアラート、ホイルジャック、ブルーティカス）
- ニニンがシノブ伝（忍者4）
- 爆裂天使（オペレーターB）
- 光と水のダフネ（マンモー 他）
- 火の鳥（村人）
- φなる・あぷろーち（黒服・婚約者犬飼）
- ボボボーボ・ボーボボ（トモヒロ、水田美雪）
- 舞-HiME（船員）
- マシュマロ通信（ジョン）
- 美鳥の日々（手下3）

2005年
- あかほり外道アワーらぶげ（カッキー実）
- 灼眼のシャナ（2005年 - 2008年、大峰悟） - 2シリーズ
- 戦国英雄伝説 新釈 眞田十勇士 The Animation（吾兵衛）
- ゾイドジェネシス（手下A）
- トリニティ・ブラッド（刑事、チンピラA 他）
- ハチミツとクローバー（2005年 - 2006年、広川小吉、友人B、中森教授） - 2シリーズ
- フタコイ オルタナティブ（針山日郎）
- MAJOR（2005年 - 2010年、眉村健 他）
- MÄR-メルヘヴン-（レノ）

2006年
- かしまし 〜ガール・ミーツ・ガール〜（大佛徹）
- ガラスの艦隊（ゲイリー）
- 牙（男C、若者3、幹部兵）
- 妖逆門（里村修）
- 働きマン（田中邦夫）
- 武装錬金（犬飼倫太郎）
- ぷるるんっ!しずくちゃん（2006年 - 2013年、コロン君、ムッシュ・ヴィーノ） - 3シリーズ
- Project BLUE 地球SOS（刑事）
- xxxHOLiC（2006年 - 2008年、ジミー〈鴉天狗〉） - 2シリーズ
- 蟲師（キスケ）
- ラブゲッCHU 〜ミラクル声優白書〜（音響監督）
- REC（松丸文彦）

2007年
- おおきく振りかぶって（2007年 - 2010年、巣山尚治） - 2シリーズ
- Over Drive（深澤遥輔）
- おねがいマイメロディ すっきり♪（本郷ムサシ）
- 銀魂（八留虎 次男）
- ケンコー全裸系水泳部 ウミショー（碇矢雅）
- スカルマン（御子神隼人）
- Devil May Cry（男）
- デルトラクエスト（2007年 - 2008年、偽リーフ、ロッド）
- ぼくらの（マキ父）

2008年
- カイバ（タケヒコ）
- カオス;ヘッド -CHAOS;HEAD-（諏訪護）
- 狂乱家族日記（多加墓）
- 黒塚 KUROZUKA（平太）
- スケアクロウマン（スティーブ）
- 絶対可憐チルドレン（ハエ男）
- 鉄腕バーディー DECODE（刑事）
- のだめカンタービレ 巴里編（ポール・デュボワ）
- 伯爵と妖精（ハスクリー）
- PERSONA -trinity soul-
- 北斗の拳 ラオウ外伝 天の覇王（ギハン）

2009年
- 鋼殻のレギオス（フォーメッド・ガレン）
- こばと。（屋台店長）
- ミラクル☆トレイン〜大江戸線へようこそ〜（桜庭啓太）
- RIDEBACK -ライドバック-（佐藤彰）

2010年
- あそびにいくヨ!（B.Cメンバー）
- 学園黙示録 HIGHSCHOOL OF THE DEAD（高山）
- 刀語（真庭蟷螂）
- 伝説の勇者の伝説（ビフィラ公爵）
- とある科学の超電磁砲（蛇谷次雄）
- HEROMAN（ウィル）

2011年
- 青の祓魔師（バルタザール）
- あの日見た花の名前を僕達はまだ知らない。（本間学 / 芽衣子の父）
- IS 〈インフィニット・ストラトス〉（五反田弾）
- 極上!!めちゃモテ委員長 セカンドコレクション（大熊剛）
- テガミバチ REVERSE（カマハン・ネギッシ）
- ぬらりひょんの孫 千年魔京（花開院是光、二十七面千手百足、サトリ）
- 花咲くいろは（三崎卓三）
- ブレイド（警察官）
- マケン姫っ!（古大赤耶）
- よんでますよ、アザゼルさん。（マネージャー、上岡太郎）

2012年
- アイカツ!（2012年 - 2016年、ジョニー別府）
- エウレカセブンAO（ヤマオカ）
- AKB0048（2012年 - 2013年、リーダー） - 2シリーズ
- SKET DANCE（小宮山ツトム）
- ドラえもん（テレビ朝日版第2期）（五郎〈初代〉）
- めだかボックス（屋久島三年生） - 2シリーズ
- ヨルムンガンド（李）
- 輪廻のラグランジェ（田所正蔵）

2013年
- 有頂天家族（店主）
- 翠星のガルガンティア（ウォーム）
- 凪のあすから（狭山の父）
- ハイスクールD×D シリーズ（2013年 - 2018年、美猴） - 3シリーズ
- 僕は友達が少ないNEXT（朝倉美佐男）

2014年
- アルドノア・ゼロ（中林少佐）
- 寄生獣 セイの格率（A）
- キャプテン・アース（真夏トシアキ）
- 金色のコルダ Blue♪Sky（長嶺雅紀）
- 健全ロボ ダイミダラー（ジム）
- 極黒のブリュンヒルデ（課長）
- SHIROBAKO（竹倉、桜田 他）
- ストライク・ザ・ブラッド（キリカ・ギリカ）
- ノブナガン（ジョン・ハンター）

2015年
- 赤髪の白雪姫（リド逆賊の頭）
- アクエリオンロゴス（キリュウ）
- 純潔のマリア（ドニ）
- ジョジョの奇妙な冒険 スターダストクルセイダース（オインゴ）
- それが声優!（もちくま音響監督）
- ワンパンマン（2015年 - 2019年、バネヒゲ） - 2シリーズ

2016年
- アイカツスターズ!（マネージャー）
- 金田一少年の事件簿R（若杉健太）
- こねこのチー（お父さん）
- 斉木楠雄のΨ難（2016年 - 2018年、ゾルベ、骨川筋介） - 2シリーズ
- DAYS（ムッちゃん、大塩コーチ）
- WWW.WORKING!!（鎌倉の父）

2017年
- ALL OUT!!（伊勢春樹）
- 青の祓魔師 京都不浄王篇（グレゴリ）
- 名探偵コナン（2017年 - 2025年、江原健一郎、門脇優一、櫛山認、大河原欽治）
- CHAOS;CHILD（拓留の父）
- スナックワールド（デビルホウイ）
- 100%パスカル先生（友人、ユーチューバーパスカル、ナゾ仮面1号 / 川本先生）
- 異世界食堂（2017年 - 2021年、ガガンポ） - 2シリーズ
- NEW GAME!!（怪人殺虫剤男）
- 魔法使いの嫁（羽鳥昭次）
- 血界戦線 & BEYOND（ザメドルの愛犬）

2018年
- ラーメン大好き小泉さん（チャラ男A）
- 刻刻（間島父）
- アイカツフレンズ!（2018年 - 2019年、友希まさむね、ぺんね） - 2シリーズ
- こねこのチー ポンポンらー大旅行（お父さん）
- パズドラ（2018年 - 2024年、松原龍雲〈龍二の父〉）
- ポチっと発明 ピカちんキット（2018年 - 2020年、軽井沢ディレクター、マイケルJ、桑田圭三）
- Butlers〜千年百年物語〜（御国の父）
- メジャーセカンド（眉村健）
- ツルネ シリーズ（2018年 - 2023年、滝川蓮） - 2シリーズ

2019年
- 明治東亰恋伽（正岡子規）
- 賢者の孫（ルーパー＝オルグラン）
- ゾイドワイルド ZERO（2019年 - 2020年、バズ・カニンガム）
- アイカツオンパレード!（2019年 - 2020年、ジョニー別府、黒子〈把〉、ぺんね）

2020年
- おしりたんてい（2020年 - 2021年、となかいわお）
- BNA ビー・エヌ・エー（三村文雄）
- プランダラ（ライトニング）
- 魔女の旅々（イレイナの父）
- 半妖の夜叉姫（2020年 - 2022年、弥勒） - 2シリーズ
- 神達に拾われた男（2020年 - 2023年、セルジュ） - 2シリーズ

2021年
- WAVE!!〜サーフィンやっぺ!!〜（タダオ）
- 真・中華一番!（ロアン）
- アイカツプラネット!（ディレクター）
- ふしぎ駄菓子屋 銭天堂（吉川伸吾）
- プラオレ!〜PRIDE OF ORANGE〜（鈴木貴人）

2022年
- リアデイルの大地にて（シャイニングセイバー）
- デリシャスパーティ♡プリキュア（湊陽佑）
- 聖剣伝説 Legend of Mana -The Teardrop Crystal-（マーク）

2023年
- テクノロイド オーバーマインド（タカラ警部）
- デッドマウント・デスプレイ（小幽の父、当主）
- ビックリメン（デビル店長）
- ブルバスター（青年団長）
- 暴食のベルセルク（聖騎士）
- 川越ボーイズ・シング（外田先生）
- ポーション頼みで生き延びます!（ヴォンサス中佐）

2024年
- カードファイト!! ヴァンガード Divinez（呼続ジロウ） - 2シリーズ
- め組の大吾 救国のオレンジ（井草〈夫〉）
- 声優ラジオのウラオモテ（大出）
- 転生したらスライムだった件（ニコラウス）
- Unnamed Memory（バルダロス）
- ちいかわ（屋台の鎧さん）
- デリコズ・ナーサリー（カタリナ）
- 歴史に残る悪女になるぞ（ハドソン・デレク）

2025年
- SAKAMOTO DAYS（石川）
- UniteUp! -Uni:Birth-（原田）
- 異世界黙示録マイノグーラ〜破滅の文明で始める世界征服〜（ヴェルデル）
- ニャイト・オブ・ザ・リビングキャット（コウヘイ）
- ぐらんぶる Season 2（ファミレス店長）

2026年
- 「お前ごときが魔王に勝てると思うな」と勇者パーティを追放されたので、王都で気ままに暮らしたい（ジーン・インテージ）

### 劇場アニメ
2000年代
- イノセンス（2004年）
- ハウルの動く城（2004年、小姓）
- ロックマンエグゼ 光と闇の遺産（2005年、所員A）
- 劇場版 灼眼のシャナ（2007年、大峰悟）
- ストレンヂア 無皇刃譚（2007年、通訳）

2010年代
- アイカツ!シリーズ（2014年 - 2025年、ジョニー別府） - 5作品
- 劇場版 Free！-Timeless Medley-約束（2017年、松岡虎一）

2020年代
- 劇場版 SHIROBAKO（2020年、竹倉圭司、げ〜ぺ〜う〜三下D、げ〜ぺ〜う〜忍者C、げ〜ぺ〜う〜忍者I）
- 機動戦士ガンダム ククルス・ドアンの島（2022年、ウラガン）
- 劇場版ツルネ -はじまりの一射-（2022年、滝川蓮）

### OVA
2000年
- 天使禁猟区（刑事B）

2001年
- HAPPY★LESSON（生徒、キツネ野郎）

2003年
- アクエリアンエイジSagaII〜Don't forget me…〜（ランスロット軍指揮官）
- アニメーション制作進行くろみちゃん（アニメーターA）
- True Love Story Summer Days, and yet...（先輩）

2004年
- 夏色の砂時計（大沼）
- Phantom -PHANTOM THE ANIMATION-

2005年
- おとぎ銃士 赤ずきん（バットファング）
- 鴉 -KARAS-（DJ）
- スクールランブル 一学期補習（菅柳平、谷速人）
- 戦闘妖精少女 たすけて! メイヴちゃん（友人B）
- 撲殺天使ドクロちゃん（宮本広志）
- MUNTO 時の壁を越えて（クラスメート、魔導国軍参謀ルイ、浮島要塞乗員）

2006年
- 灼眼のシャナSP 「恋と温泉の校外学習!」（大峰悟）
- ストラトス・フォー アドヴァンス（ルードヴィッヒ・ミッターヒューバー）

2007年
- 撲殺天使ドクロちゃん2（宮本広志）

2008年
- GUNSLINGER GIRL -IL TEATRINO- OVA（フェルナンド）
- スクールランブル 三学期（菅柳平）
- デトロイト・メタル・シティ（カミュ / 西田照道、ナレーション）

2011年
- SUPERNATURAL: THE ANIMATION（チャーリー）
- MAJOR ワールドシリーズ編 夢の瞬間へ（眉村健）

2012年
- 名探偵コナン BONUS FILE ファンタジスタの花（水島）
- 輪廻のラグランジェ（2012年 - 2014年、田所正蔵） - 3シリーズ

2013年
- 翠星のガルガンティア（ウォーム） - Blu-ray BOX 1特典

2017年
- 魔法使いの嫁 星待つひと（羽鳥昭次） - コミックス第7・8巻アニメーションDVD付き特装版

### Webアニメ
- Starry☆Sky（2010年、弘樹）
- モンスターストライク（2015年、チュートリアルおじさん）
- ポケモンジェネレーションズ（2016年、ダイ）
- 7SEEDS（2019年 - 2020年、鵜飼） - 2シリーズ
- 斉木楠雄のΨ難 Ψ始動編（2019年、ゾルベ）

### ゲーム
時期不明
- GALAXY ANGEL シリーズ（エコ・フリット〈宇宙コンビニ店員〉、ロウィル将軍、ルコ・フリット）

2000年
- ポポロクロイス物語II

2002年
- トライアングルアゲイン（村野〈ソラリス〉）

2003年
- トライアングルアゲイン2（村野〈ソラリス〉）
- ぷよぷよフィーバー（おしゃれコウベ、こづれフランケン〈親〉）

2004年
- モンキーターンV（松永秀明）

2005年
- あやかしびと（如月双七）
- チュートリアルサマー（滝沢数馬）
- ぷよぷよフィーバー2（おしゃれコウベ、こづれフランケン〈親〉）

2006年
- あやかしびと -幻妖異聞録-（如月双七）
- EVE new generation（大隈朋義）
- かしまし 〜ガール・ミーツ・ガール〜 「初めての夏物語。」（大佛徹）
- キミの声がきこえる（岩井権十郎）
- 天外魔境 ZIRIA〜遥かなるジパング〜
- ひだまり（日野俊明）
- ぷよぷよ! Puyopuyo 15th anniversary（おしゃれコウベ、ナスグレイブ）
- Lamento -BEYOND THE VOID-（キル）

2007年
- ウミショー（碇矢雅）
- おおきく振りかぶって ホントのエースになれるかも（巣山尚治）
- 月光のカルネヴァーレ（カルメロ）

2008年
- CHAOS;HEAD（諏訪護）
- クロノベルト（如月双七）
- ソウルイーター モノトーン プリンセス（ナルス・ガルニエ）

2009年
- あやかしびと -幻妖異聞録- PORTABLE（如月双七）
- GARNET CRADLE（森の魔導士）
- CHAOS;HEAD NOAH（諏訪護）
- ひめひび -New Princess Days!!- 続!二学期（橘伊吹）
- ファイナルファンタジー・クリスタルクロニクル クリスタルベアラー（レイル）

2010年
- アーメン・ノワール（レイン）
- GARNET CRADLE sugary sparkle（The fool / 森の魔導士）
- TAKUYO Mix Box 〜ファーストアニバーサリー〜（橘伊吹）
- トリニティ ジルオール ゼロ（ゼネテス）
- ひめひび -New Princess Days!!- 続!二学期 ぽーたぶる（橘伊吹）

2011年
- GARNET CRADLE Portable 〜鍵の姫巫女〜（森の魔導士）
- Starry☆Sky 〜After Autumn〜（陰山弘樹）
- 100万人の金色のコルダ（不動葉介）

2012年
- アーメン・ノワール portable（レイン）
- アイカツ! シンデレラレッスン（ジョニー別府）
- クロノベルト-SchwarzOath-（如月双七）

2013年
- スーパーロボット大戦UX（ウイリアム・デイヴィス）
- うたの☆プリンスさまっ♪ All Star（片桐響）

2014年
- アイカツ! 365日のアイドルデイズ（ジョニー別府）
- Enkeltbillet（増島健治）
- 金色のコルダ3 AnotherSky feat.至誠館（長嶺雅紀）
- スーパーロボット大戦OGサーガ 魔装機神F COFFIN OF THE END（ヴァールニーヤ）

2015年
- アイカツ! My No.1 Stage!（ジョニー別府）

2016年
- アイカツ! フォトonステージ!!（ジョニー別府）
- Shadowverse（復讐の悪魔、結界魔術師、ヴァンガード、ドラゴンガード、デュエリスト・モルディカイ）

2017年
- グランブルーファンタジー（2017年 - 2024年、モルディカイ、レフェリー） - 4作品

2018年
- ぷよぷよ!!クエスト（2018年 - 2019年、おしゃれコウベ、こづれフランケン〈親〉、ベストール、ナスグレイブ）

2019年
- DAEMON X MACHINA（ネームレス）

2020年
- ONE PUNCH MAN A HERO NOBODY KNOWS（バネヒゲ）
- ジョジョのピタパタポップ（オインゴ）
- ファイナルファンタジー・クリスタルクロニクル リマスター（レイル） - DLC追加キャラクター

2021年
- 金色のコルダ スターライトオーケストラ（仁科諒介）

2022年
- ジョジョの奇妙な冒険 オールスターバトルR（オインゴ）

2023年
- モンスターストライク（オインゴ）

### ドラマCD
- アーメン・ノワール ドラマCD（レイン）
- あやかしびと シリーズ（如月双七）
  - THE DAY AFTER TOMORROW IN カミサワ -我々は閉じ込められた-
  - 幻燈夏
- Weiß kreuz Glühen II Theater Of Pain（アーガス・村木）
- エンジェル・プロファイル Boys,be ambitious! 前編（ロナルド）
- CHAOS;HEAD The parallel bootleg（諏訪護）
- ガッツバトラーG（陸三郎）
- ギャラクシーエンジェル シリーズ（ガスト）
  - キャラクターシリーズ Vol.6 ノーマッド
  - ギャラクシーエンジェルでGo♪
  - 日めくりCD Vol.1 - 4
- クロノベルト シリーズ（如月双七）
  - wonderful after/crouching tiger
  - クロノレディオ〜あやかしびと&Bullet Butlersキャラクターズ合同擬似ラジオ番組〜
- 忍びよる恋はくせもの（服部伴蔵）
- ジンキ・エクステンド 龍神島レミングス（サル）※コミックス第7巻初回限定版付属CD
- 戦国武友伝 伍の巻 〜龍虎の邂逅〜（藤堂和泉守高虎）
- 停電少女と羽蟲のオーケストラ 陽継ノ章（斬鉄）
- ひめひび -New Princess Days!!- 続!二学期 ドラマCD New Prince Days -Precious Memory For You-（橘伊吹）
- 柚子ペパーミント（ポンカン）

### BLCD
- あいつとスキャンダル
- アイツの大本命1・2・3（秋本豊作）
- 愛と欲望は学園で（レア仲間）
  - 愛と欲望は学園で2（生徒）
- エスコート（舎弟）
- 顔のない男（青年）
- 過激に I LOVE YOU
- 過激に独占欲
- くされ縁の法則（佐伯翔）
  - トライアングル・ラブ・バトル 〜くされ縁の法則〜
  - 熱情のバランス 〜くされ縁の法則2〜
  - 独占欲のスタンス 〜くされ縁の法則3〜
  - 激震のタービュランス 〜くされ縁の法則4〜
  - 情動のメタモルフォーゼ 〜くされ縁の法則5〜
- くちびるの行方（沖津昌人）
- 恋のからさわぎ
- 公使閣下の秘密外交（篠崎）
- 子供はなんでも知っている（三浦俊彦）
- 仔羊捕獲ケーカク! 1・2（二階堂）
- さあ恋におちたまえ 1（従業員）
- しあわせにできる（飯田）
- SEX PISTOLS 1（男子生徒）
  - SEX PISTOLS 2（中学の米国）
- タッチ・ミー・アゲイン（押切／受）
- 徒然（リス）
- DEADLOCK（リンジー）
- 電光石火BOYS（上級生）
- 透過性恋愛装置（滝乃史宥）
- DRは龍に乗る
- NightS（久郷[30]）
- 殴る白衣の天使（大谷武）
- 薔薇の名前（中村慎二）
- ひそやかな情熱 シリーズ
  - ひそやかな情熱（舎弟）
  - 情熱のゆくえ（境道夫）
- BL探偵 1・2（桐生院康家）
- ファインダーの標的（男、飛龍の部下A）
- ブレックファースト・クラブ II・III（林原）
- 淫らな罠に堕とされて（達也の部下）
- 蜜色パンケーキ（倉林一 / 攻）
- ミックス★ミックス★チョコレート（先生）
- 淫らな罠に堕とされて
- やさしいエピローグ（津久井）
- やんなっちゃうくらい愛してる（井上啓介）
- Love & Trust -ラブ&トラスト-（杣）
- 凛―RIN―!（男子生徒）
- ワルイコトシタイ シリーズ（相川久遠）
  - ワルイコトシタイ
  - 悪いコでもイイ?
  - ワルイ男でもイイ
  - 無慈悲なオトコ
  - 無慈悲なカラダ
  - 無慈悲なアナタ
- 1Kアパ→トの恋

### 吹き替え

#### 映画
- RV（ハウイー〈ブレンダン・フレッチャー〉）
- アフター・アース（航海士）
- アフターライフ（ポール・コールマン〈ジャスティン・ロング〉）
- オオカミの誘惑（ユウォン）
- ゲット スマート（ブルース〈マシ・オカ〉）※ソフト版
- SOMEWHERE（サミー）
- チェイス!（サヒール〈アーミル・カーン〉）
- 電脳警察サイバースパイ
- ドーン・オブ・ザ・デッド
- ネバー・サレンダー 肉弾凶器
- ベルリンファイル（トン・ミョンス〈リュ・スンボム〉）
- ホーボー・ウィズ・ショットガン（アイバン）
- ホビット 思いがけない冒険（リンディア）
- マトリックス リローデッド（ザ・ツインズ、コラプト、アクセル、アベル）※劇場公開版
- ミッション:15（オールズマン軍曹〈ジョシュ・スチュワート〉）
- レッド・サンズ 呪われた兵士たち（グレゴリー）

#### ドラマ
- アンフォゲッタブル 完全記憶捜査
- NCIS:LA 〜極秘潜入捜査班（エリック・ビール〈バーレット・フォア〉）
- カイルXY（デクラン・マクドナ〈クリス・オリヴェロ〉）
- クリミナル・マインド 特命捜査班レッドセル（トレヴァー）
- 時空刑事1973 ライフ・オン・マーズ（クリス・スケルトン）
- STARTUP スタートアップ（アレックス・ベル〈アーロン・ヨー〉）
- 太陽を抱く月（キム・ジェウン［ウン］〈ソン・ジェリム〉）
- 清潭洞アリス（タミー・ホン〈キム・ジソク〉）
- 西海岸捜査ファイル グレイスランド（ジョニー・タトゥーロ〈マニー・モンタナ〉）
- パスタ〜恋が出来るまで〜（キム・サン）
- 100日の郎君様（ムヨン〈キム・ジェヨン〉[31]）
- ミディアム5 霊能者アリソン・デュボア（ブランドン・ホイットマン）
- ミディアム6 霊能者アリソン・デュボア（チャド）

#### テレビ番組
- ソーイング・ビー3（ジョー・ライセット（英語版）及びナレーション）
- 名車再生!クラシックカー・ディーラーズ（シーズン17～、エルヴィス）

#### アニメ
- キック ザ・びっくりボーイ（キック・バタウスキ）
- ぼくらベアベアーズ（アイスベア 他）
- ベビー・ルーニー・テューンズ（ベビー・マービン）
- ポンポン ポロロ シーズン3（ポビー）

### 特撮
- 超星艦隊セイザーX（2005年、ツインセイザー・アインの声） - TVシリーズ+劇場版
- 海賊戦隊ゴーカイジャー（2011年、アルマドンの声）
- 特命戦隊ゴーバスターズ（2012年、パラボラロイドの声）

### ナレーション
- アニメ女子部 男子3人夏物語（AT-X）
- AKB48ライブ＠YYG（NHK BS2）
- F-2（フジテレビ系）
- 絆体感TV 機動戦士ガンダム 第07板倉小隊（テレビ東京系）
- 北島ウインクハート（テレビ東京系）
- Global Players Club（ゴルフネットワーク）
- 世界・夢列車に乗って（BS-TBS）
- This is THE PGA TOUR（ゴルフネットワーク）
- 彦摩呂のB級グルメ天国（食と旅のフーディーズTV）
- BEACH COMBING ON TV（EX SPORTS）
- 週刊ゲーム番長
- 出没!アド街ック天国（テレビ東京）
- グレートネイチャー・スペシャル「アマゾン 天空の密林〜新種発見に挑む〜」（2018年11月3日、NHK BSプレミアム）
- 「山本彩 タイムトライアングル」（2019年、フジテレビTWO）
- 世界 禁断の運び屋（2020年9月24日、フジテレビ系）
- 暴力の人類史 "悪魔"の誘惑と戦う（2023年3月28日、NHK BS1）

### ビデオ
- イベントDVD おおきく振りかぶって 〜オレらの夏は終わらない〜
- 謎の新ユニットSTA☆MEN シリーズ
  - 謎の新ユニットSTA☆MENアワー ぶっちゃけつるっとなるはや DVD
  - 謎の新ユニットSTA☆MENアワー 大自然リフレッシュ!地獄の超人決定戦 DVD
  - 謎の新ユニットSTA☆MENアワー ソリマチ DVD
  - 謎の新ユニットSTA☆MENアワー（GyaOジョッキー）
  - 謎の新ユニットSTA☆MENアワー エガヲ DVD
  - 謎の新ユニットSTA☆MENアワー 大自然リフレッシュ!地獄の超人決定戦（真装版） DVD
  - 謎の新ユニットSTA☆MENアワー 陸!海!空!ぼくらのなつやすみ〜心の旅〜 DVD
- 花の声優界! スター☆ボウリング 新春から吠えて笑って大暴投SP

### 舞台
- 演劇部隊チャッターギャング「ノクターン・イン・ザ・ダーク」（イチロウ）
- (有)チェリーベル 劇団松井 第二回公演
- 新宿コマ劇場座長公演“水樹奈々大いに唄う”「歌姫華仕置 疾風の奈々参上」（2008年10月11日、新宿コマ劇場）赤目の陣八 役（朝公演のみ）
- 中野サンプラザ座長公演“水樹奈々大いに唄う 弐”「異説龍馬維新伝」（2010年12月4日、中野サンプラザ）近藤勇 役
- 両国国技館座長公演“水樹奈々大いに唄う 参”「光圀-meet, come on!-」（2013年3月3日、両国国技館）佐々木助三郎 役
- 国立代々木競技場第一体育館座長公演“水樹奈々大いに唄う 四”「新説 桃太郎英雄譚」（2016年1月24日、国立代々木競技場第一体育館）イヌ 役

### ラジオ
- Webラジオ「桃通」（現：「桃通Z」）&「桃のきもち」（吉野裕行と共にパーソナリティ担当）
- Webラジオ『金田朋子・保村真のエアラジオ』（金田朋子と共にパーソナリティ担当）
- Webラジオ『謎の新ユニットSTA☆MENプレゼンツ　ガッツ・おぼえていますか?〜生でガッツガツいかせて〜いーんです!』（インターネットラジオステーション音泉：2008年12月28日）

### デジタルコミック
- VOMIC ノノノノ（与田）
- dTV へうげもの（古田左介）
- Beeマンガ 闇金ウシジマくん（丑嶋馨）

### その他コンテンツ
- 番宣部長SP（AT-X、2006年12月）
- 番宣部長（AT-X、2007年5月）
- 綾鷹「にごり講座」第一回（2009年、新入社員）
- ハッピーバースデー オーディオブック（2009年、黒澤修）
- 絆体感TV 機動戦士ガンダム 第07板倉小隊（テレビ東京、2011年10月4日 - 12月27日）（ナレーター）
- 松田直樹追悼試合「横浜F・マリノスOB対直樹フレンズ」（BS-TBS 2012年1月22日）（ナレーター）
- ボイスドラマ『なれる!SE』（味坂）
- 劇場版アイカツ! 大スター宮いちごまつり前夜祭!!（テレビ東京、2014年11月24日）（ジョニー別府）
- 東京国立博物館 特別展「古代ギリシャ -時空を超えた旅-」（2016年） - 音声ガイド（声の出演）[32]
- 日立 世界・ふしぎ発見!（ボイスオーバー）

## ディスコグラフィ

### キャラクターソング
| 発売日         | 商品名                                                                     | 歌 | 楽曲                                                | 備考                                                                              |
| -------------- | -------------------------------------------------------------------------- | --- | --------------------------------------------------- | --------------------------------------------------------------------------------- |
| 2004年10月27日 | ギャラクシーエンジェル 闇鍋CD・極                                          | パトリック（陶山章央）、ジョナサン（吉野裕行）、ガスト（保村真）                                                   | 「ぼくらはよ〜きな洗車屋さん」 「わるものが行く！」 | テレビアニメ『ギャラクシーエンジェル』関連曲                                      |
| 2007年8月31日  | オーバードライブ・キャラクターソングシリーズVol.1「Feel the sky」          | 深澤遥輔（保村真）                                                                                                 | 「Feel the sky」                                    | テレビアニメ『Over Drive』関連曲                                                  |
| 2013年9月25日  | 金色のコルダ 10th Anniversary CD (4) 加地葵&不動翔麻&不動葉介              | 不動翔麻（前野智昭）、不動葉介（保村真）                                                                           | 「君色のCollage」                                   | ゲーム『金色のコルダ』関連曲                                                      |
| 2013年9月25日  | 金色のコルダ 10th Anniversary CD (4) 加地葵&不動翔麻&不動葉介              | 不動葉介（保村真）                                                                                                 | 「君色のCollage 〜with 不動葉介バージョン〜」       | ゲーム『金色のコルダ』関連曲                                                      |
| 2014年5月28日  | 金色のコルダ3 AnotherSky feat.至誠館                                       | 八木沢雪広（伊藤健太郎）、火積司郎（森田成一）、水嶋新（岸尾だいすけ）、長嶺雅紀（保村真）、水嶋悠人（水橋かおり） | 「GREEN FOREST GREEN」                              | ゲーム『金色のコルダ3 AnotherSky』関連曲                                          |
| 2014年5月28日  | 金色のコルダ3 AnotherSky feat.至誠館                                       | 長嶺雅紀（保村真）                                                                                                 | 「GREEN FOREST GREEN」                              | ゲーム『金色のコルダ3 AnotherSky』関連曲                                          |
| 2014年11月26日 | 健全ロボ ダイミダラー BD・DVD第5巻特典CD                                   | ペンギンコマンド                                                                                                   | 「ペンギン☆グルーミング」                           | テレビアニメ『健全ロボ ダイミダラー』関連曲                                       |
| 2015年5月27日  | ジョジョの奇妙な冒険 スターダストクルセイダース O.S.T [Destination]        | オインゴ（保村真）、ボインゴ（くまいもとこ）、ホル・ホース（木内秀信）                                             | 「アク役◇協奏曲」                                   | テレビアニメ『ジョジョの奇妙な冒険 スターダストクルセイダース』エンディングテーマ |
| 2018年5月23日  | スマートフォンアプリ『アイカツ! フォトonステージ! ! 』AIKATSU SCRAPBOOK SP | るか・ななせ from AIKATSU☆STARS! with ジョニー別府（保村真）                                                       | 「コズミック・ストレンジャー」                      | ゲーム「アイカツ! フォトonステージ! !」関連曲                                     |

### シリーズ一覧
1. ↑  第1作（2001年 - 2002年）、第2作『完結編』（2009年）
2. ↑  第1期（2001年）、第2期『Z』（2002年）、第3期『A』（2002年）・『AA』（2003年）、第4期『X』（2004年）
3. ↑  第1期『THE TV』（2002年）、第2期『ADVANCE』（2003年）
4. ↑  第2シリーズ『AXESS』（2003年 - 2004年）、第3シリーズ『Stream』（2004年 - 2005年）、第4シリーズ『BEAST』（2005年）、第5シリーズ『BEAST+』（2006年）
5. ↑  第1期（2004年 - 2005年）、第2期『二学期』（2006年）
6. ↑  第1期（2005年）、第2期『II(Second)』（2007年 - 2008年）
7. ↑  第1期（2005年）、第2期『II』（2006年）
8. ↑  第1期（2006年 - 2007年）、第2期『あはっ☆』（2007年 - 2008年）、第3期『ぴっちぴち♪しずくちゃん』（2012年 - 2013年）
9. ↑  第1期（2006年）、第2期『◆継』（2008年）
10. ↑  第1期（2007年）、第2期『〜夏の大会編〜』（2010年）
11. ↑  第1期（2012年）、第2期『next stage』（2013年）
12. ↑  第1期（2012年）、第2期『アブノーマル』（2012年）
13. ↑  第2期『NEW』（2013年）、第3期『BorN』（2015年）、第4期『HERO』（2018年）
14. ↑  第1期（2015年）、第2期（2019年）
15. ↑  第1期（2016年）、第2期（2018年）
16. ↑  第1期（2017年）、第2期『2』（2021年）
17. ↑  第1期（2018年 - 2019年）、第2期『〜かがやきのジュエル〜』（2019年）
18. ↑  第1期『-風舞高校弓道部-』（2018年 - 2019年）、第2期『-つながりの一射-』（2023年）
19. ↑  壱の章（2020年 - 2021年）、弐の章（2021年 - 2022年）
20. ↑  第1期（2020年）、第2期『2』（2023年）
21. ↑  Season1（2024年）、Season2（2024年）
22. ↑  『劇場版 アイカツ！』（2014年）、『ミュージックアワード』（2015年）、『ねらわれた魔法のアイカツ！カード』（2016年）、『10th STORY ～未来へのSTARWAY～』（2022年 - 2023年）、『アイカツ!×プリパラ THE MOVIE -出会いのキセキ!-』（2025年）
23. ↑  『ピクチャードラマ』（2012年）、『鴨川デイズ』（2012年）、『旅立ちの日、鴨川』（2014年）
24. ↑  『グランブルーファンタジー』（2017年）、『ヴァーサス』（2020年）、『ヴァーサス -ライジング-』（2023年）、『リリンク』（2024年）

### 初出話一覧
1. 1 2  第1164話初出
2. ↑  第851話初出
3. ↑  第956話初出
4. ↑  第1046話初出
5. ↑  第308話初出
6. ↑  第8話初出
7. ↑  Season1 第7話初出
8. ↑  第20話初出
9. 1 2 3  第1話初出
10. ↑  第53話初出
11. ↑  第6話初出
12. ↑  第188話初出
13. 1 2  第7話初出
14. ↑  第9話初出
15. ↑  第3話初出
16. ↑  第5話初出

### ユニットメンバー
1. ↑  マイケル（村田太志）、デニス（浅沼晋太郎）、ジェイク（伊藤健太郎）、ジム（保村真）、ネルソン（福島潤）